# 鹿児島ぎょうざ
鹿児島ぎょうざ（かごしまぎょうざ）は鹿児島県のご当地餃子。

## 概要
鹿児島ぎょうざ協議会では、鹿児島ぎょうざを次のように定義している。
| ｢鹿児島県内で製造しているか又は鹿児島県産の材料を使い製造している個人、団体、が作るぎょうざのこと｣ |
| —鹿児島ぎょうざ協議会                                                                              |

焼き餃子協会鹿児島支部の支部長・カタオカマナミは、鹿児島ぎょうざの特徴を「黒豚が使われていることが多く、野菜より肉の割合が多い」と挙げている。

## 歴史
2022年、コロナ禍による緊急事態宣言及びまん延防止等重点措置の解除後、鹿児島市の鹿児島中央駅周辺には新たな餃子専門店の開店が相次ぎ、県内の餃子製造会社も餃子の自動販売機や無人販売所といった新しい販売形態に乗り出し始めていた。
2022年2月には一般の消費者、ファンの立場から焼き餃子協会鹿児島支部が設立される。
2022年3月には鹿児島県内の餃子専門店や製造会社など11社で「鹿児島ぎょうざ協議会」の立ち上げ準備会が開催された。
県内で餃子を製造販売する15社によって2022年4月に「鹿児島ぎょうざ協議会」が発足。イベントやPR活動を行い、同年6月までには加盟20社に増やし、同年6月24日に協議会役員6人で鹿児島県庁の塩田康一鹿児島知事を訪問した。
餃子の1世帯あたりの購入額で、2022年は鹿児島市は4位に浮上したが、2023年は13位と大きく順位を下げた。この購入額は、飲食店からのテイクアウトやスーパーマーケットでの購入が対象であり、新型コロナ5類引き下げによる外食需要の高まりとあわせて、餃子を自宅で食べる機会が減ったことなどが背景にあるとみられている。

## 鹿児島県の餃子の傾向
2021年の総務省調査で鹿児島市が8位になった理由として、「鹿児島は餃子の単価が安いために売り上げが伸びたのではないか」と分析された。コロナ禍による「巣ごもり需要」もあって、通販を含め全国に新規客が増えたが、顧客からは「安い」と驚かれ、一度に100個、200個と買い求める客も多かった。総務省の小売物価統計調査（2022年1月次）でも、外食の焼き餃子1皿の平均価格は鹿児島市が234円と最も安く、宮崎市は415円で8番目に高い。冷凍餃子も鹿児島市が100グラム69円と日本全国を見ても最も安い。
2021年家計調査で、単身世帯を含む「総世帯」で見た場合、宮崎市の世帯当たりの餃子への支出金額は2329円と、宇都宮市、浜松市、京都市に次ぐ4位に下がる一方で鹿児島市は、2177円で5位と順位を上げることから、鹿児島市民は宮崎市民と比べた場合、1人でも餃子を食べる傾向があると分析される。

## 鹿児島ぎょうざの例
鹿児島県の産物には餃子に使用できるものが豊富にあり、ユニークな餃子も多い。以下に例示する。
ブルーベリー餃子
伊佐市のブルーベリー農園が開発。
甘いデザートではなく、豚肉、ニラ、ニンニクといった定番の餃子の餡の具材にブルーベリーを加えたおかずとして食する餃子である。
つけダレも、ブルーベリージュースと黒酢を混ぜた特製つけダレである。
レモン餃子
桜島産のレモンを皮ごと使った餃子。
タカエビ餃子
阿久根市などで獲れたタカエビ（薩摩の甘海老）を包んだ餃子。